# Sainte-Foy-Saint-Sulpice

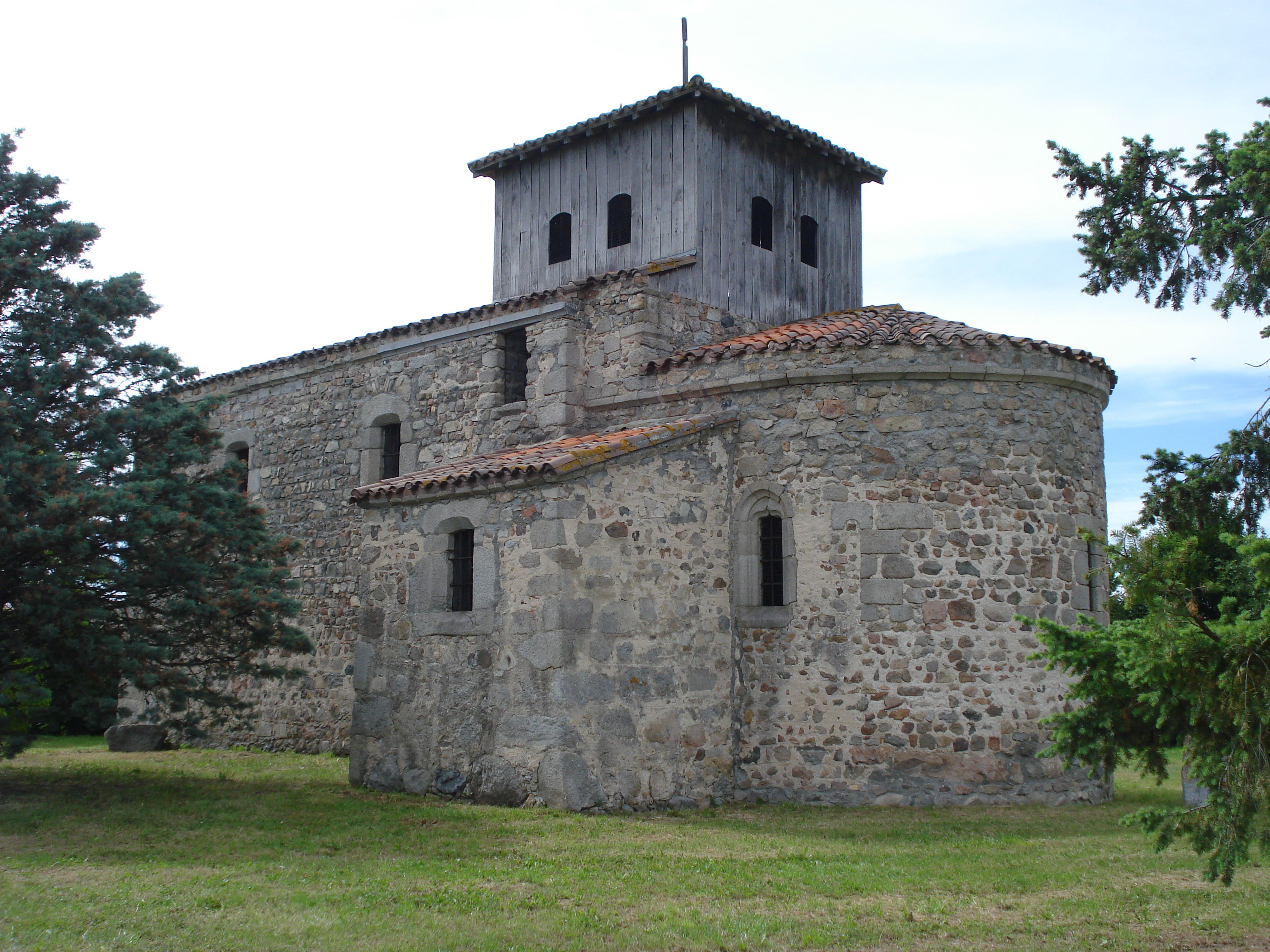
Kaplica w Sainte-Foy-Saint-Sulpice, 2009

Sainte-Foy-Saint-Sulpice – miejscowość i gmina we Francji, w regionie Owernia-Rodan-Alpy, w departamencie Loara. Nazwa miejscowości pochodzi od imienia św. Sulpicjusza.
Według danych na rok 1990 gminę zamieszkiwały 343 osoby, a gęstość zaludnienia wynosiła 12 osób/km² (wśród 2880 gmin regionu Rodan-Alpy Sainte-Foy-Saint-Sulpice plasuje się na 1287. miejscu pod względem liczby ludności, natomiast pod względem powierzchni na miejscu 250.).